# Gerli Padar
Gerli Padar (Haljala, 6 novembre 1979) è una cantante estone.
Ha rappresentato il suo paese all'Eurovision Song Contest nell'edizione del 2007 con la canzone "Partners in Crime", ma non è riuscita a superare le fasi delle semi-finali. È la sorella di Tanel Padar, che ha vinto il concorso dell'Eurovision nel 2001.

## Discografia

### Album in studio
- 2007 – Gerli Padar & Glive
- 2012 – Disco Kuul
- 2018 – The Music of German Open